# ظل الأرض

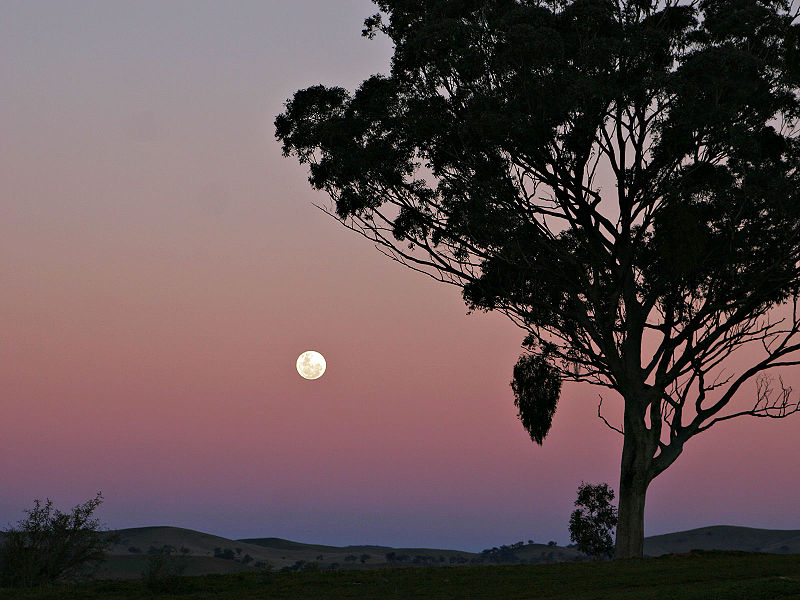
يظهر جزء صغير جدًا من ظل الأرض (الأزرق الداكن).

ظل الأرض أو المنطقة المظلمة حيث تلقي الأرض بنفسها في غلافها الجوي أو في الفضاء يري من علي الأرض عندما تكون السماء صافية كنطاق مظلم لونه أزرق غامق أو أورجواني خلال وقتي (مابعد غروب الشمس أو قبل شروقها) في جزء الأرض المقابل للشمس.
نظرًا لأن قطر الأرض يبلغ 3.7 أضعاف قطر القمر، فإن طول ظل الكوكب يساوي 3.7 أضعاف طول ظل القمر: 1,400,000 كـم (870,000 ميل).